# Gerard Noodt
Gerardus Noodt (Nijmegen, 4 september 1647 - Leiden, 15 augustus 1725) was een Nederlands hoogleraar in de rechtsgeleerdheid.
Noodt studeerde aan de universiteiten van Leiden, Utrecht en Groningen en promoveerde tot doctor in de rechten.
In 1671 werd hij hoogleraar aan de Kwartierlijke Academie van Nijmegen. Na de opheffing hiervan werd hij in 1679 hoogleraar aan de Universiteit van Franeker, daarna in Utrecht en in 1686 in Leiden, waar hij twee keer de positie van rector magnificus bekleedde. Zijn bekendste boek is de Probalila juris civilis.
Zijn geruchtmakende redevoering in 1699 - in het Latijn - over de opperste macht van het volk verscheen in 2017 in een nieuwe Nederlandse vertaling onder de titel Over de soevereiniteit van het volk. Een revolutionaire rede uit 1699 over de opperste macht. Deze uitgave bevat ook een facsimile van de oorspronkelijke uitgave van de rede. De radicale stelling van Noodt in deze redevoering dat de hoogste macht niet berust bij de koning of door God gegeven is, vormde zelfs een inspiratiebron voor de Franse Revolutie en maakte hem in één klap beroemd bij andere denkers in Europa.
Noodt ligt begraven in de Sint-Stevenskerk te Nijmegen.

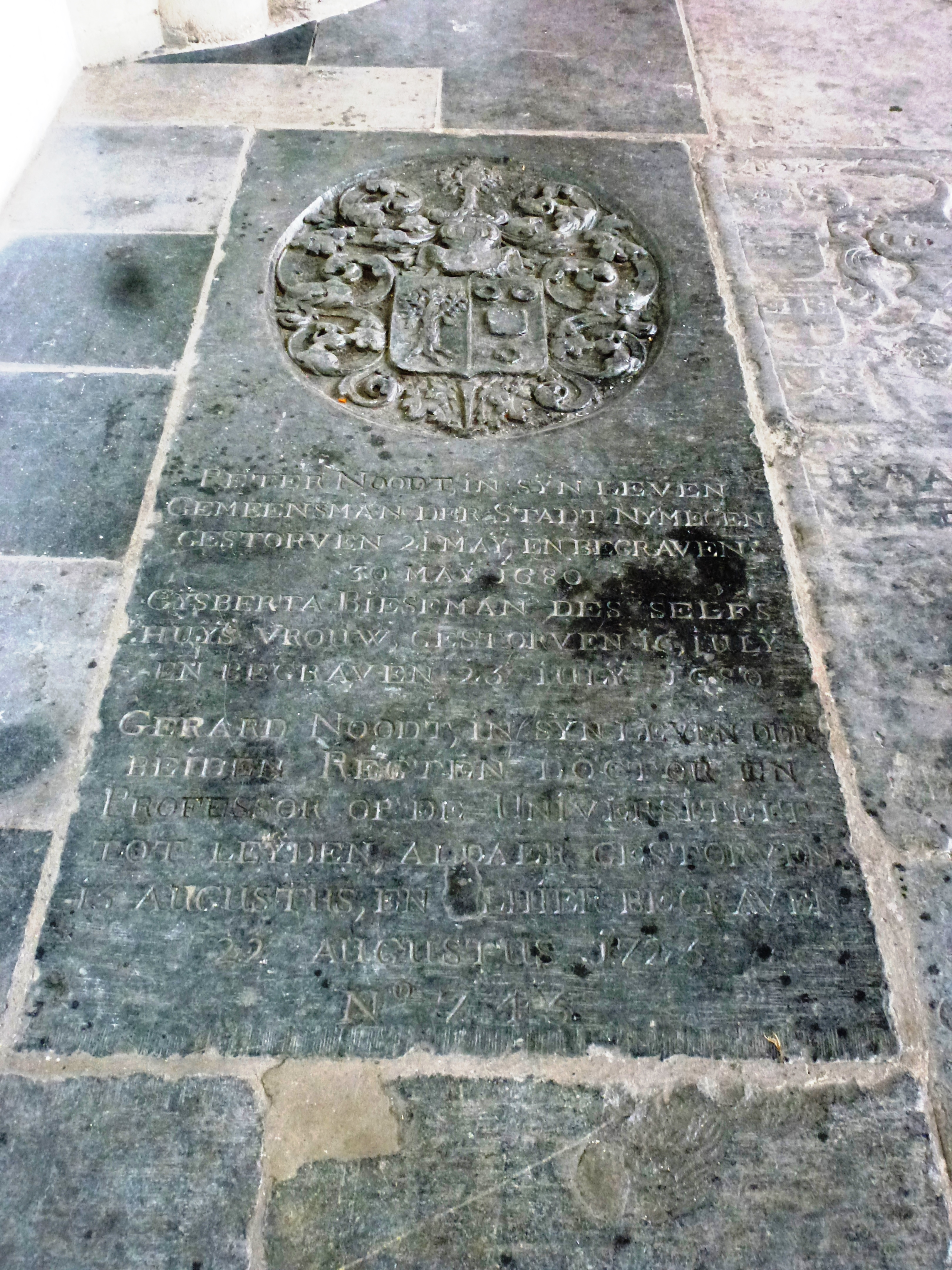
Graf Gerard Noodt in de Stevenskerk te Nijmegen

## Werken
- De jure summi emperii et lege regia 1699
- Julius Paulus 1700
- Diocletianus et Maximianus 1704
- De religione ab imperio jure gentium libera 1705

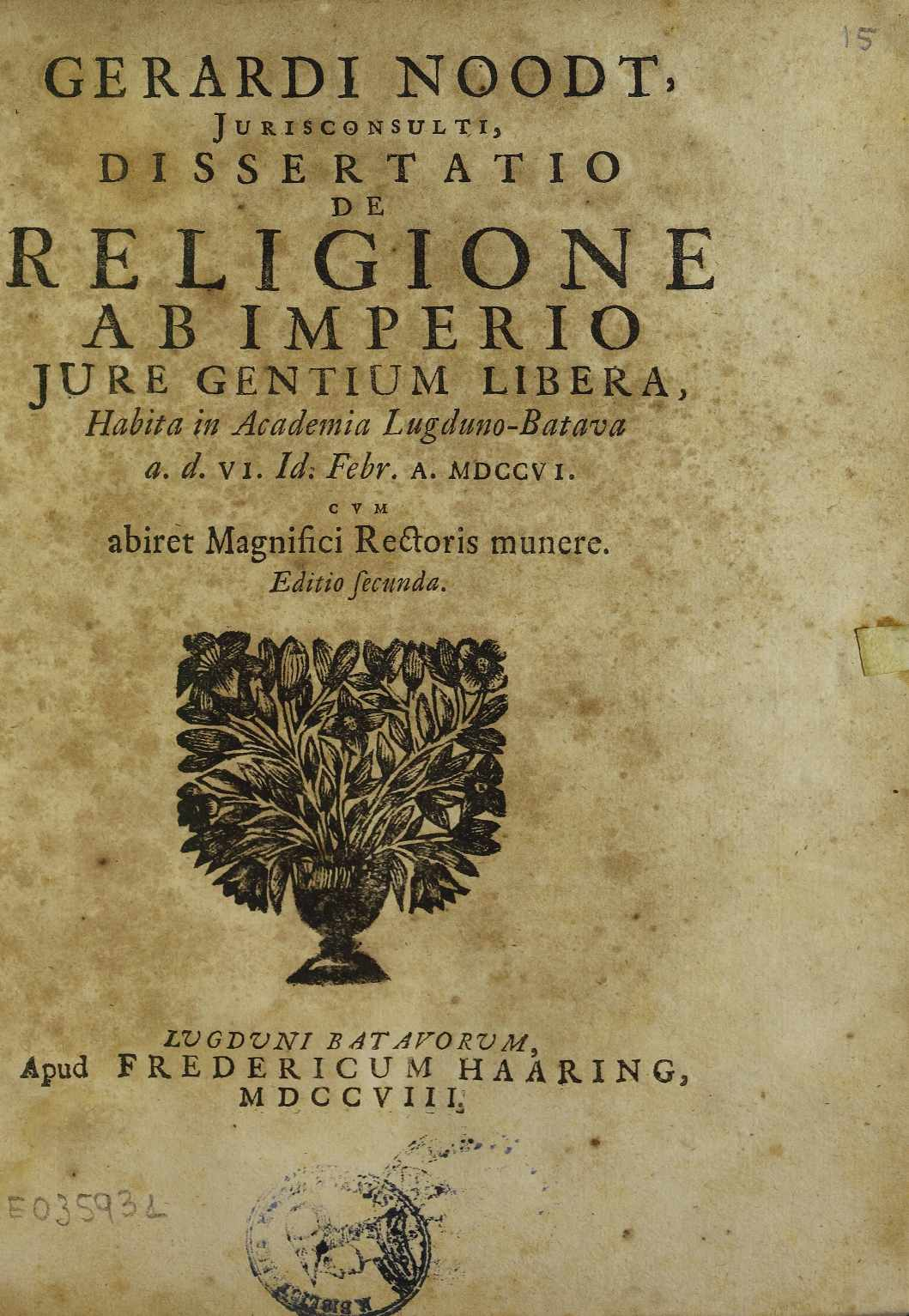
De religione ab imperio jure gentium libera, 1708